# Юлаєво (Мечетлінський район)
Юла́єво (рос. Юлаево, башк. Юлай) — присілок у складі Мечетлінського району Башкортостану, Росія. Входить до складу Кургатовської сільської ради.
Населення — 158 осіб (2010; 208 у 2002).
Національний склад:
- татари — 88 %